# Divin Mubama
Divin Saku Mubama (Newham, 25 ottobre 2004) è un calciatore inglese, attaccante dello Stoke City in prestito dal Manchester City.

## Carriera

### Club
Nato a Newham, è entrato a far parte del settore giovanile del West Ham Utd all'età di 8 anni ed il 28 ottobre 2021 ha firmato il suo primo contratto professionistico. Il 3 novembre 2021 ha esordito in prima squadra nell'incontro di Conference League vinto 3-0 contro l'FCSB. ed il 26 dicembre successivo ha debuttato anche in Premier League nell'incontro perso 3-1 contro l'Arsenal.
Il 16 marzo 2023 ha segnato il suo primo gol nei sedicesimi di finale di Conference League contro l'AEK Larnaca.
Il 5 luglio 2025 passa in prestito allo Stoke City.

### Nazionale
Ha giocato nelle nazionali giovanili inglesi Under-15, Under-16, Under-18, Under-19 ed Under-20.

## Statistiche

### Presenze e reti nei club
Statistiche aggiornate al 27 aprile 2024.
| Stagione        | Squadra         | Campionato      | Campionato | Campionato | Coppe nazionali | Coppe nazionali | Coppe nazionali | Coppe continentali | Coppe continentali | Coppe continentali | Altre coppe | Altre coppe | Altre coppe | Totale | Totale | Totale |
| Stagione        | Squadra         | Comp            | Pres       | Reti       | Comp            | Pres            | Reti            | Comp               | Pres               | Reti               | Comp        | Pres        | Reti        | Pres   | Reti   |        |
| --------------- | --------------- | --------------- | ---------- | ---------- | --------------- | --------------- | --------------- | ------------------ | ------------------ | ------------------ | ----------- | ----------- | ----------- | ------ | ------ | ------ |
| 2022-2023       | West Ham Utd    | PL              | 3          | 0          | FACup+CdL       | 1+0             | 0               | UECL               | 2                  | 1                  |             | -           | -           | 6      | 1      |        |
| 2023-2024       | West Ham Utd    | PL              | 5          | 0          | FACup+CdL       | 2+1             | 0               | UEL                | 4                  | 0                  |             | -           | -           | 12     | 0      |        |
| Totale carriera | Totale carriera | Totale carriera | 8          | 0          |                 | 4               | 0               |                    | 6                  | 1                  |             | -           | -           | 18     | 1      |        |

## Palmarès

### Club

#### Competizioni giovanili
- FA Youth Cup: 1

West Ham: 2022-2023
Premier league 2:1
Manchester City: 2024-2025

#### Competizioni internazionali
- UEFA Conference League: 1

West Ham: 2022-2023